# هاربر سيمون
هاربر سيمون (بالإنجليزية: Harper Simon)‏ هو مغن مؤلف ومغني وعازف قيثارة وملحن أمريكي، ولد في 7 سبتمبر 1972 في نيويورك في الولايات المتحدة.

## وصلات خارجية
- الموقع الرسمي
- هاربر سيمون على موقع IMDb (الإنجليزية)
- هاربر سيمون على موقع ميوزك برينز (الإنجليزية)
- هاربر سيمون على موقع رولينغ ستون (الإنجليزية)
- هاربر سيمون على موقع أول ميوزيك (الإنجليزية)
- هاربر سيمون على موقع ديسكوغز (الإنجليزية)